# Verlust (Militär)

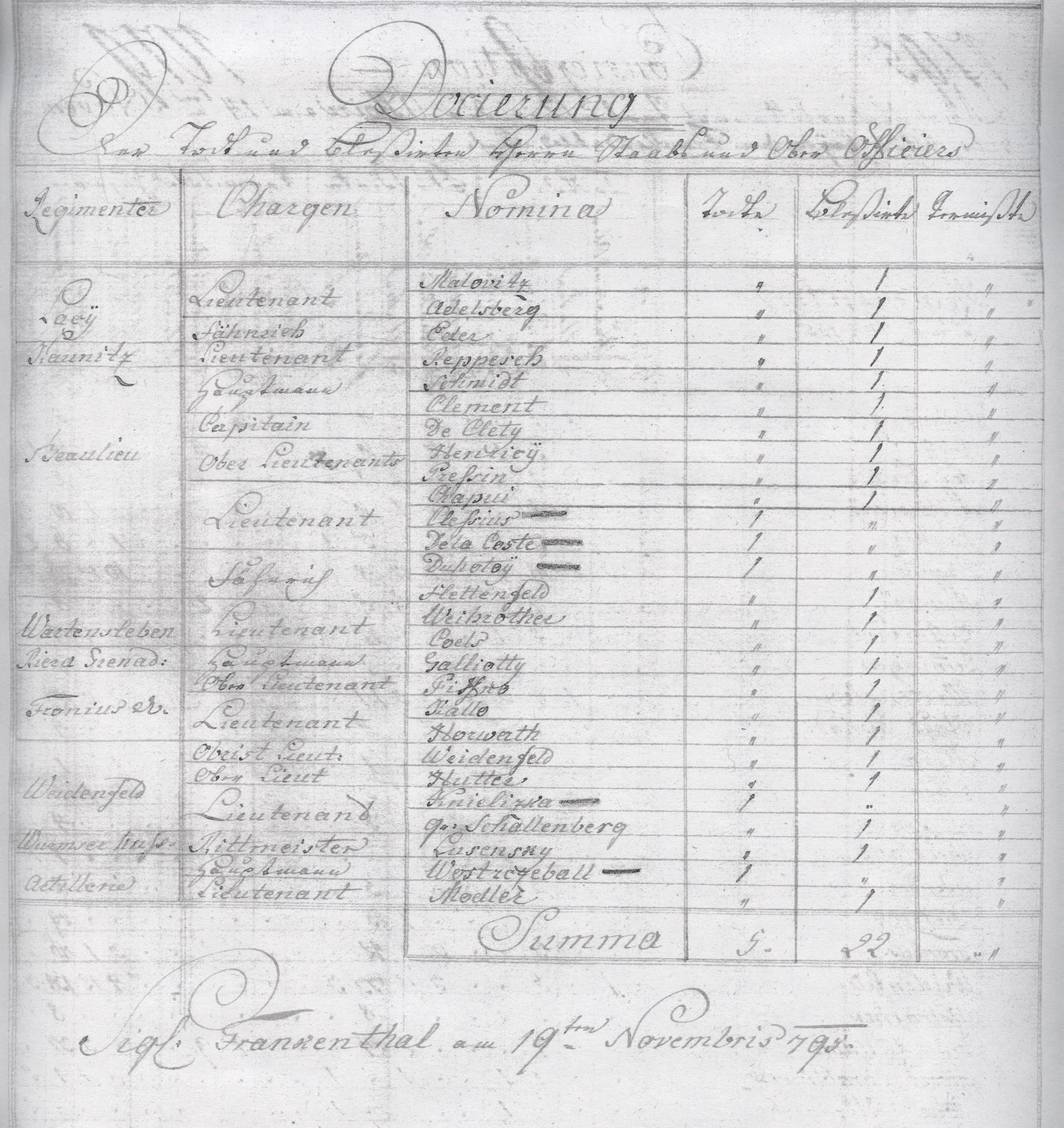
Verlustliste Offiziere, Gefecht von 1795

Ein Verlust (auch: Ausfall) bezeichnet beim Militär das Einbüßen eines Einsatzmittels.

## Sprachgebrauch
In der Regel wird der Begriff in der Mehrzahl verwendet und bezieht sich auf Menschen und auf Material (etwa: „Die Verluste beliefen sich auf zehn Mann, einen Panzer und einen Hubschrauber“). Personelle Verluste untergliedert man in Gefallene, Verwundete sowie Vermisste.
Zur weiteren Eingrenzung spricht man auch von unwiederbringlichen Verlusten, was die Möglichkeit einer vorübergehenden Kampfunfähigkeit aufgrund Verletzung oder Beschädigung ausschließt. Unwiederbringliche personelle Verluste sind zum Beispiel Kriegsgefangene, Kriegsversehrte und an Krankheit oder Unfällen gestorbene Kombattanten.
Militärgerät, das dermaßen stark beschädigt aus dem Kampf zurückkehrt, dass der weitere Einsatz nicht sinnvoll erscheint, wird als Verlust abgeschrieben.

## Bezeichnungen in anderen Sprachen
In der englischen Sprache gibt es analog zur deutschen den Begriff casualties für Verluste. Diese werden untergliedert in im Einsatz Gefallene killed in action (KIA), im Einsatz Verwundete wounded in action (WIA) sowie im Einsatz Vermisste missing in action (MIA).
Auch in den russischen Streitkräften findet eine umgangssprachliche Kodierung statt. Gefallene werden als двухсотые (Zweihunderter) und Verwundete als трехсотые (Dreihunderter) bezeichnet. Diese Bezeichnungen gehen auf einen nach dem Afghanistan-Krieg vom sowjetischen Verteidigungsministerium ausgegebenen Befehl zurück, der Frachtbezeichnungen normiert. Demnach ist Fracht 200 etwa ein Gefallener im Zinksarg.